# Accomandita Lombarda Essiccatoi Automatici
L'A.L.E.A., Accomandita Lombarda Essiccatoi Automatici è un'azienda fondata a Cinisello Balsamo nel 1881, produttrice di essiccatoi tessili.
Nell'allora piazza comunale (poi piazza Vittorio Emanuele, oggi piazza Gramsci) era stata fondata nel 1881 una filanda, specializzata nell'asciugamento della seta. La filanda sorgeva al posto della demolita Curt del Stallazz, nell'area oggi compresa fra vicolo del Gallo e vicolo Stallazzo. L'azienda si specializzò ben presto nel campo dell'asciugamento della seta, particolarmente importante nell'economia lombarda del tempo. Era di proprietà della famiglia Dubini, di Milano. All'indomani della Seconda guerra mondiale prese la denominazione di A.L.E.A. (Accomandita Lombarda Essiccatoi Automatici) e avviò la produzione di componenti per essiccatoi automatici; a questa produzione conviveva al tempo anche quella di macchine da cucire, impianti di condizionamento e di recupero delle acque di condensa e ventilatori. Nel 1962 si trasferì ampliandosi all'angolo fra la via Lincoln e la via De Vizzi, abbandonando l'area a ridosso della piazza Gramsci, sulla quale sarebbero poi sorti i palazzi coi portici che ci sono oggi.
L'azienda, già leader in Italia, si dedica ai mercati esteri, riuscendo nel corso degli anni ottanta a raggiungere un posto importante nel mercato degli Stati Uniti. Cessa la propria attività negli anni novanta, per riaprire successivamente ristrutturata e riorganizzata nella sua nuova sede a Paderno Dugnano, tornando a specializzarsi nella produzione di essiccatoi tessili.